# 칼립소 (위성)

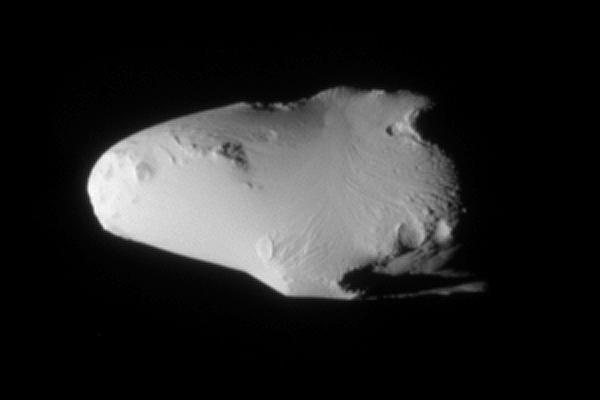
카시니가 찍은 칼립소 이미지

칼립소(Calypso)는 토성의 위성이다. 1980년 육지 관측소에서 댄 파스쿠, P. 케네스 세이델만, 윌리엄 A. 바움, 더글러스 G. 커리에 의해 발견되었으며 천문학의 임시 명칭은 S/1980 S 25가 부여되었다.(1980년에 토성의 25번째 위성을 의미)
이 이름은 1983년에 그리스 신화의 칼립소 (신화)의 이름을 따서 공식 명명되었다. Saturn XIV 또는 Tethys C로 명기되기도 했다.

## 갤러리

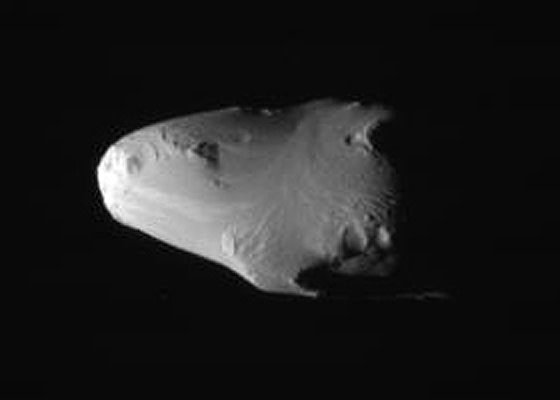
2010년 2월 13일 촬영.
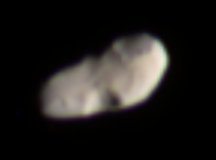
2005년 9월 23일 촬영 (카시니 이미지)
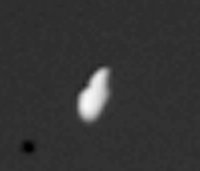
보이저 2호가 촬영한 칼립소 (1981년 8월)

## 같이 보기
- 위성 목록